# Dwingeloo 1
Dwingeloo 1 è una galassia a spirale barrata (SB(s)cd) situata a circa 10 milioni di anni luce dalla Terra in direzione della costellazione di Cassiopea. Si trova nella Zona di evitamento e la sua visuale è significativamente oscurata dalla Via Lattea. Dimensioni e massa di Dwingeloo 1 sono comparabili a quelle della Galassia del Triangolo.
Dwingeloo 1 fa parte del Gruppo di galassie di Maffei 1. Ha due piccole galassie satelliti: Dwingeloo 2 e MB 3.

## La scoperta
La galassia Dwingeloo 1 fu scoperta nel 1994 nel corso della Dwingeloo Obscured Galaxy Survey (DOGS), alla ricerca di emissioni radio dell'idrogeno neutro (HI) alla lunghezza d'onda di 21 cm da parte di oggetti situati nella zona di evitamento. In questa zona il gas e la polvere del disco della via Lattea bloccano la luce proveniente dalle retrostanti galassie.
La galassia era praticamente passata inosservata nelle esplorazioni del Palomar Sky Survey effettuate nello stesso anno. Poche settimane dopo fu scoperta indipendentemente anche da un altro team di astronomi del Radiotelescopio Effelsberg in Germania.
Dopo la scoperta, Dwingeloo 1 fu classificata come galassia a spirale barrata. La distanza è stata calcolata approssimativamente in 3 Megaparsec, mentre dimensioni e massa sono comparabili con quelle della Galassia del Triangolo.
La galassia ha preso il nome dal Radio Osservatorio Dwingeloo nei Paesi Bassi, che per primo la individuò.

## Distanza e appartenenza al gruppo IC 342/Maffei
Dwingeloo 1 è una galassia notevolmente oscurata e risulta molto difficile determinarne la distanza dalla Terra. La stima iniziale, subito dopo la scoperta e basata sulla relazione di Tully–Fisher risultava di circa 3 Megaparsec. Due anni dopo fu portata a 3,5-4 Megaparsec.
Nel 1999 fu pubblicata un'altra stima della distanza, basata sulla relazione di Tully–Fisher, che portò il valore a 5 Megaparsec. Dal 2011 la distanza è ritenuta approssimativamente di 3 Megaparsec basandosi sulla verosimile appartenenza al Gruppo di IC 342/Maffei.
Dwingeloo 1 possiede due piccole galassie satelliti. La prima, conosciuta come Dwingeloo 2 è una galassia irregolare e l'altra, MB 3, è probabilmente una galassia nana sferoidale.

## Proprietà
Come una tipica galassia spirale barrata Dwingeloo 1 ha una barra centrale e due ben distinti bracci di spirale che prendono origine dalle estremità della barra quasi ad angolo retto e si avvolgono in senso antiorario. La lunghezza dei bracci è fino a 180°. Il disco galattico è inclinato rispetto all'osservatore di un angolo di 50°. Dwingeloo 1 recede nei confronti della Via Lattea ad una velocità di circa 256 km/s.
Il raggio visibile è approssimativamente di 4,2', che alla distanza di 3 Megaparsec corrisponde circa a 4 kiloparsec. Si rileva la presenza di idrogeno neutro a 6 kiloparsec (7,5') dal centro galattico e la massa totale della galassia, entro questo raggio, è stimata in 31 milioni di masse solari. Oltre la distanza di 6 Megaparsec, la massa totale della galassia è circa 1/4 di quella della Via Lattea.
La distribuzione dell'idrogeno neutro è quella tipica delle galassie spirali barrate, piuttosto piatta con un minimo al centro o lungo la barra.
La massa totale di idrogeno neutro è stimata in 370-450 milioni di masse solari e Dwingeloo 1 è una galassia con scarsa quantità di idrogeno molecolare che non supera il 10% dell'idroeno neutro. Le osservazioni nella lunghezza d'onda della luce visibile hanno individuato 15 regioni H II situate principalmente lungo i bracci di spirale.